# Guatteria tessmannii
Guatteria tessmannii R.E.Fr. – gatunek rośliny z rodziny flaszowcowatych (Annonaceae Juss.). Występuje naturalnie w Peru. 

## Morfologia
PokrójZimozielone drzewo dorastające do 15 m wysokości. Gałęzie są owłosione.
LiścieMają odwrotnie lancetowaty kształt. Mierzą 12–18 cm długości oraz 3,5–5 szerokości. Nasada liścia jest klinowa lub zbiega po ogonku. Liść na brzegu jest całobrzegi. Wierzchołek jest spiczasty. Ogonek liściowy jest owłosiony i dorasta do 7–10 mm długości.
KwiatySą pojedyncze lub zebrane w parach. Rozwijają się w kątach pędów. Działki kielicha mają owalny kształt i dorastają do 5–6 mm długości. Płatki mają podłużny kształt. Osiągają do 12–14 mm długości.